# Guillaume Malet
Guillaume Malet (auch William Malet, † um 1071), Herr von Graville (heute Teil von Le Havre) und Eye (Suffolk), war ein anglonormmischer Adliger, der zu den 15 Begleitern Wilhelms des Eroberers zählt.

## Leben
Seine Abstammung ist nicht bekannt. Sein Vater ist wahrscheinlich der vorhergehende Herr von Graville, der viele Lehen der Familie Giffard in derselben Region des Pays de Caux hielt. Dem Carmen de Hastingae Proelio folgend, war seine Mutter angelsächsischer Herkunft und Guillaume Malet mit dem König Harold Godwinson von England verwandt. Legenden, die seinen Schwiegersohn, den Sheriff Turold, mit Godiva von Mercia, der Schwiegermutter Haralds II., in Verbindung bringen, weisen auf eine mögliche Beziehung zwischen seiner Mutter und den Grafen von Mercia oder ihren Frauen hin. Seine Besitztümer in der Normandie befinden sich im Pays de Caux und Pays de Caen. Seine wichtigste Burg stand in Graville.
Er heiratete Esilia, Tochter von Gilbert Crespin, Kastellan von Tillières im Südosten des Herzogtums Normandie (s. Haus Crespin). 1066 war er einer der Begleiter Wilhelms des Eroberers und kämpfte in der Schlacht von Hastings. Ihm wird die Bestattung Haralds II. am Strand zugerechnet, da man ihn für einen seinen Verwandten hielt. Er war ein loyaler Gefolgsmann des neuen normannischen Königs und stand beim ihm wahrscheinlich in hohem Ansehen.
1068, während des Harrying of the North (Plünderung des Nordens Englands), wurde er zum Kastellan von York und Sheriff von Yorkshire ernannt. Im September 1069, als York von einer Koalition von Dänen und Angelsachsen belagert und die normannische Garnison dezimiert wurde, geriet William Malet in Gefangenschaft. Ihm, seiner Familie und einigen anderen gelang jedoch die Flucht, bevor normannischer Entsatz eintraf. Danach war er damit befasst, die Revolte, die von Hereward the Wake in den Fens angeführt wurde, zu unterdrücken. Er starb sehr wahrscheinlich während dieses Feldzugs im Jahr 1071.
Bei seinem Tod befanden sich zahlreiche englische Domänen in seinem Besitz, vor allem in Norfolk, Essex, Bedfordshire, Nottinghamshire und Suffolk. Insbesondere ist er der Besitzer der Honor of Eye in Suffolk. Sein Erbe war sein Sohn Robert Malet.

## Familie und Nachkommen
Von seiner Ehefrau Esilia hat er zahlreiche Kinder, von denen nicht alle bekannt sind:
- Robert († 1107), Herr von Graville und Eye, High Chamberlain of England
- Gilbert Malet, Stammvater der Malet of Cury Malet und der Malet of Enmore sowie der  Malet Baronets
- Beatrix, ⚭ vor 1086, Guillaume, Vicomte d’Arques, Sohn von Geoffroy Giffard, Vicomte d’Arques (Giffard)
- Tochter ⚭ Alfred of Lincoln/Alfred of Wareham[5]
- Tochter ⚭ Turold, Sheriff of Lincolnshire – die Eltern der Lucy of Bolingbroke
- Durand Malet, der im Domesday Book mit Besitz in Lincolnshire erwähnt wird, möglicherweise sein Sohn oder sein Bruder.